# José Carlos Silvério
José Carlos Silvério, mais conhecido como Zé Carlos (Lavras, 25 de março de 1938 — Santos, 4 de junho de 2007) foi um futebolista brasileiro, que atuava como lateral esquerdo.
Foi apelidado de "Patinho Feio" por Pelé.

## Carreira
Estreou no EC Taubaté em 9 de março de 1958, em um amistoso em Pindamonhangaba contra a Ferroviária. Como jogador do clube, fez parte da Seleção Paulista de 1959, quando foi Campeão Brasileiro de Seleções. Seu ultimo jogo com a camisa do "Burro da Central" foi em 27 de dezembro de 1959 em partida contra o Jabaquara AC, no Campo do Bosque.
Contratado pelo Santos em 1960, tinha a concorrência de Dalmo e Feijó. Estreou em 27 de março de 1960, em um 0x0 contra o Palmeiras no Estádio do Pacaembu, válido pelo Torneio Rio-São Paulo. A sua primeira temporada, foi o ano em que mais atuou, com 45 jogos disputados.
No ano seguinte disputou 11 jogos, em 1962 disputou 22 jogos, em 1963, apenas 4 jogos. Ainda em 1963, foi emprestado ao Jabaquara, retornando no ano seguinte, quando recebeu passe livre.
Entre 1964 e 1965, atuou pela Portuguesa Santista, onde foi campeão do Campeonato Paulista da Primeira Divisão de 1964, garantindo o acesso do clube à elite do futebol estadual.
Dois anos depois, em 1966, Zé Carlos foi recontratado pelo Santos, onde atuou em mais 41 jogos. Pelo clube, disputou 123 jogos e marcou um gol, no dia 20 de março de 1966, quando o Peixe goleou o Vasco da Gama por 5x2. Seu último jogo pelo clube foi no dia 19 de dezembro de 1966, quando o Santos derrotou a Prudentina por 3x0 na Vila Belmiro, em jogo válido pelo Campeonato Paulista.
Na temporada seguinte, transferiu-se para o XV de Piracicaba, onde atuou em 1967 e 1968, e encerrou sua carreira na Portuguesa Santista.
Se aposentou como motorista de ônibus da CSTC. Morreu na Beneficência Portuguesa de Santos, em 2007, aos 69 anos, vítima de parada cardíaca.

### Títulos
Seleção Paulista
- Campeonato Brasileiro de Seleções Estaduais: 1959[5]

Santos
- Campeonato Paulista: 1960, 1962
- Taça Brasil: 1962[10]
- Copa Libertadores da América: 1962
- Copa Intercontinental: 1962

Portuguesa Santista
- Campeonato Paulista - A2: 1964[7][8][9]